# Mistrzostwa Polski Seniorów w Lekkoatletyce 1921
2. Mistrzostwa Polski Seniorów w Lekkoatletyce – zawody, które rozgrywane były we Lwowie na stadionie Pogoni Lwów między 13 a 15 sierpnia 1921. Początkowo planowano, że odbędą się w Warszawie, ale w końcu ponownie miały miejsce we Lwowie. Startowali tylko mężczyźni.

## Rezultaty
| NR – rekord Polski \| SB – najlepszy wynik w sezonie \| PB – rekord życiowy |

| Konkurencja:           | 1. miejsce                                                                               | Rezultat   | 2. miejsce                         | Rezultat | 3. miejsce                               | Rezultat |
| Bieg na 100 m          | Stanisław Sośnicki Polonia Warszawa                                                      | 11,9       | Janusz Habich Polonia Warszawa     |          | Stanisław Świętochowski Polonia Warszawa | 12,4     |
| Bieg na 200 m          | Stanisław Sośnicki Polonia Warszawa                                                      | 26,2       | Wacław Kuchar Pogoń Lwów           | 26,4     | Filip Kmiciński Czarni Lwów              |          |
| Bieg na 400 m          | Janusz Habich Polonia Warszawa                                                           | 57,2       | Felicjan Sterba Pogoń Lwów         | 57,4     | Stanisław Świętochowski Polonia Warszawa | o pierś  |
| Bieg na 800 m          | Wacław Kuchar Pogoń Lwów                                                                 | 2:11,8 SB  | Felicjan Sterba Pogoń Lwów         | 2:21,9   | Jerzy Misiński WKS Warszawa              | 2:23,0   |
| Bieg na 1500 m         | Jan Baran Pogoń Lwów                                                                     | 4:44,5     | Jerzy Misiński WKS Warszawa        | 4:52,3   | Rudolf Rubinowski Pogoń Lwów             |          |
| Bieg na 5000 m         | Jan Baran Pogoń Lwów                                                                     | 17:52,8 SB | Zdzisław Karczewski Warszawianka   | 18:30,0  | Tadeusz Eysymontt Warszawianka           | 18:36,2  |
| Skok wzwyż             | Wacław Kuchar Pogoń Lwów                                                                 | 1,72 SB    | Adam Bobiński WKS Warszawa         | 1,61     | Jan de Lapierre Pogoń Lwów               | 1,55 PB  |
| Skok wzwyż z miejsca   | Kazimierz Cybulski Pogoń Lwów                                                            | 1,25       |                                    |          |                                          |          |
| Skok o tyczce          | Stefan Adamczak CWSGiS Poznań Kazimierz Cybulski Pogoń Lwów Leszek Pawłowski Czarni Lwów | 3,00       |                                    |          |                                          |          |
| Skok w dal             | Stanisław Sośnicki Polonia Warszawa                                                      | 6,26       | Wacław Gebethner Polonia Warszawa  | 6,10     | Wacław Kuchar Pogoń Lwów                 | 6,07     |
| Skok w dal z miejsca   | Stanisław Sośnicki Polonia Warszawa                                                      | 2,845      | Kazimierz Cybulski Pogoń Lwów      | 2,77     |                                          |          |
| Trójskok               | Wacław Kuchar Pogoń Lwów                                                                 | 11,76      | Wacław Gebethner Polonia Warszawa  | 11,23    | Jan Grankowski Lechia Lwów               | 9,50     |
| Pchnięcie kulą         | Kazimierz Cybulski Pogoń Lwów                                                            | 11,60 NR   | Florian Balcerkiewicz WKS Warszawa | 10,52    | Józef Baran Pogoń Lwów                   | 10,51    |
| Pchnięcie kulą oburącz | Kazimierz Cybulski Pogoń Lwów                                                            | 21,55      | Józef Baran Pogoń Lwów             | 18,62    |                                          |          |
| Rzut dyskiem           | Kazimierz Cybulski Pogoń Lwów                                                            | 38,395 NR  | Józef Baran Pogoń Lwów             | 35,99    | Sławosz Szydłowski Pogoń Lwów            | 35,98    |
| Rzut dyskiem oburącz   | Kazimierz Cybulski Pogoń Lwów                                                            | 65,415     | Józef Baran Pogoń Lwów             | 58,17    |                                          |          |
| Rzut oszczepem         | Sławosz Szydłowski Pogoń Lwów                                                            | 39,93      | Jan Grankowski Lechia Lwów         | 37,00    | Florian Balcerkiewicz WKS Warszawa       | 34,78    |
| Rzut oszczepem oburącz | Sławosz Szydłowski Pogoń Lwów                                                            | 69,03      |                                    |          |                                          |          |

## Bieg przełajowy
1. mistrzostwa Polski w biegach przełajowych rozegrano 10 października w Warszawie. Startowali tylko mężczyźni, a dystans wynosił ok. 6,5 kilometra. W konkurencji drużynowej sklasyfikowano tylko jedną drużynę.

### Rezultaty
| Konkurencja:                       | 1. miejsce                                                   | Rezultat | 2. miejsce                       | Rezultat | 3. miejsce               | Rezultat |
| Bieg przełajowy (6,5 km)           | Jan Baran Pogoń Lwów                                         | 23:10,1  | Stanisław Ziffer Korona Warszawa |          | Otto Abel ŁKS Sturm Łódź |          |
| Bieg przełajowy (6,5 km) drużynowo | Korona Warszawa Stanisław Ziffer Stanisław Frankowski Ginter | 20 pkt.  |                                  |          |                          |          |